# نظام إحداثيات
في الهندسة الرياضية، نظام إحداثيات (بالإنجليزية: Coordinate system) هو نظام يمكن من تعيين عدد n ما من الأعداد أو الكميات لكل نقطة في فضاء ذي n بعد. تكون تلك الكميات بشكل عام أعدادا حقيقية، ولكن قد تكون أعدادا عقدية في بعض الحالات.

نظام الإحداثيات الديكارتية في المستوي.

من أشهر الأمثلة على أنظمة الإحداثيات هو نظام الإحداثيات الديكارتية.